# Nicolaas I van Rusland
Nicolaas I Pavlovitsj (Russisch: Николай I Павлович, Nikolaj I Pavlovitsj) (Tsarskoje Selo bij Sint-Petersburg, 6 juli 1796 – aldaar, 2 maart 1855), was tsaar van Rusland van 1825 tot zijn dood in 1855. Hij was koning van Polen vanaf 1 december 1825 tot 25 januari 1831. Hij was ook grootvorst van Finland.

## Jonge jaren
Nicolaas was een zoon van tsaar Paul I van Rusland en diens vrouw tsarina Maria Fjodorovna. Hij was een kleinzoon van tsaar Peter III van Rusland en tsarina Catharina II. Aan moederskant waren zijn grootouders Frederik Eugenius van Württemberg en Frederika van Brandenburg-Schwedt.
Nicolaas werd niet opgevoed als toekomstige tsaar omdat hij twee oudere broers had: Alexander, de latere tsaar Alexander I, en Constantijn. Toen Alexander I op 1 december 1825 plotseling op 47-jarige leeftijd overleed, weigerde Constantijn hem op te volgen. Hij had in het geheim afstand gedaan van zijn opvolgingsrechten om te kunnen scheiden van zijn vrouw en te kunnen trouwen met de Poolse gravin Johanna Grudzinska. Tsaar Alexander had hiervan geweten maar Nicolaas wist van niets. Onder druk van de familie aanvaardde Nicolaas daarop de kroon.
Nicolaas was een jongere broer van grootvorstin Alexandra Paulowna die huwde met Aartshertog Jozef van Oostenrijk. Grootvorstin Helena Paulowna huwde met Frederik Lodewijk van Mecklenburg-Schwerin. Grootvorstin Maria Paulowna huwde met groothertog Karel Frederik van Saksen-Weimar-Eisenach. Grootvorstin Catharina Paulowna huwde tweemaal: eerst met George van Oldenburg en later met Willem I van Württemberg. Ze overleed onverwacht op dertigjarige leeftijd. Grootvorstin Olga stierf op jonge leeftijd. Grootvorstin Anna Paulowna werd door haar huwelijk met Willem II der Nederlanden koningin van Nederland. Tsaar Nicolaas was een oudere broer van grootvorst Michaël Pavlovitsj die Helena Charlotte van Württemberg huwde.

## Binnenlandse politiek
Nicolaas' regeringsperiode werd geplaagd door opstanden en problemen, die hij meestal zelf veroorzaakte door zijn starre conservatisme en zijn totale gebrek aan inzicht in de ontwikkeling van Europa.
Zo onderdrukte hij in zijn eerste regeringsjaar (1825) al de Decembristenopstand - (de Decembristen, ook Dekabristen genoemd, waren Russische liberaalgezinde gardeofficieren, die in december 1825 tevergeefs rebelleerden tegen het tsaristische absolutisme en een grondwet afdwongen). De afrekening met de opstandelingen die het hadden overleefd was verschrikkelijk. Het verhoor werd door de tsaar persoonlijk geleid. De meesten werden tot onmenselijk harde gevangenisstraffen of tot deportatie veroordeeld. Velen werden naar de Siberische mijnen gezonden, waar zij van ontbering omkwamen. Een van de gearresteerden was de beroemde schrijver Aleksandr Poesjkin. Het bleek dat verschillende samenzweerders door hem waren beïnvloed. Hij werd uiteindelijk naar Zuid-Rusland verbannen en pas weer in genade aangenomen toen hij Nicolaas onderdanig om vergiffenis had gevraagd.

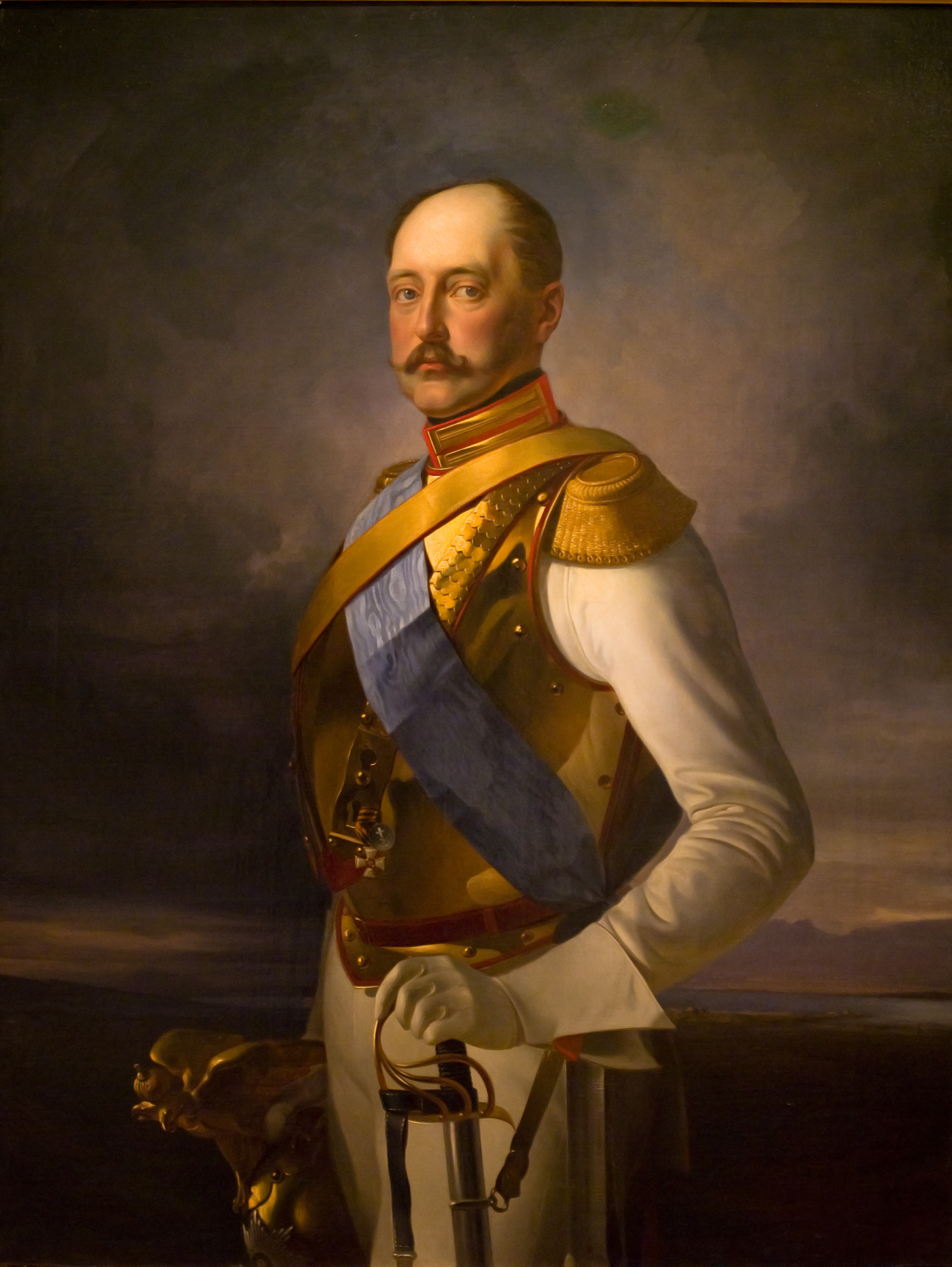
Tsaar Nicolaas I

In 1848, na het uitbreken van de Februarirevolutie in Frankrijk, verbrak hij de diplomatieke betrekkingen met Frankrijk. De revoluties van 1848 in Europa veroorzaakten grote opschudding in Russische regeringskringen. Weliswaar bleef in Rusland alles rustig, maar de angst dat de revolutie ook naar eigen land zou overslaan, deed Nicolaas naar strenge maatregelen grijpen. De censuur op de pers werd verscherpt en de invoer van buitenlandse boeken en tijdschriften die liberale of socialistische denkbeelden ontvouwden, werd vrijwel onmogelijk gemaakt. Hij riep de Derde Afdeling in het leven, een soort geheime politie, die tot aan de Oktoberrevolutie van 1917 actief was met als hoofd graaf Benckendorff. Ook werd door de tsaar een staatsideologie gevormd van autocratie, orthodoxie en narodnost (volksheid).

## Buitenlandse politiek
In zijn buitenlandse politiek stond hij bekend als de beschermer van regerende legitimisten en beschermheer tegen revoluties. Hij probeerde in sommige gevallen om revoluties op het Europese continent te onderdrukken wat hem het etiket 'gendarme van Europa' opleverde. In 1825 werd Nicolaas I gekroond en begon hij de vrijheden van de constitutionele monarchie in Congres-Polen te beperken. Nadat de Novemberopstand in 1831 was onderdrukt door Nicolaas, zette het Poolse Parlement hem af als koning van Polen, in antwoord op zijn herhaalde inkorting van de grondwettelijke rechten. De Tsaar reageerde door Russische troepen naar Polen te sturen. Nicolaas verpletterde de opstand, schafte de Poolse grondwet af, verlaagde Polen tot de status van een Russische provincie en begon een beleid van repressie van katholieken. In 1848 was Europa in de greep van vele revoluties, Nicolaas stond op de voorgrond betreffende reacties op deze revoluties. In 1849 kwamen de Hongaren in opstand tegen de Habsburgers en Nicolaas kwam tussenbeide ten gunste van de Habsburgers en hielp de opstand in Hongarije te onderdrukken. Ook spoorde hij Pruisen aan om geen liberale grondwet aan te nemen. Nadat hij conservatieve machten geholpen had om het spookbeeld van revoluties af te weren, scheen Nicolaas Europa te domineren.

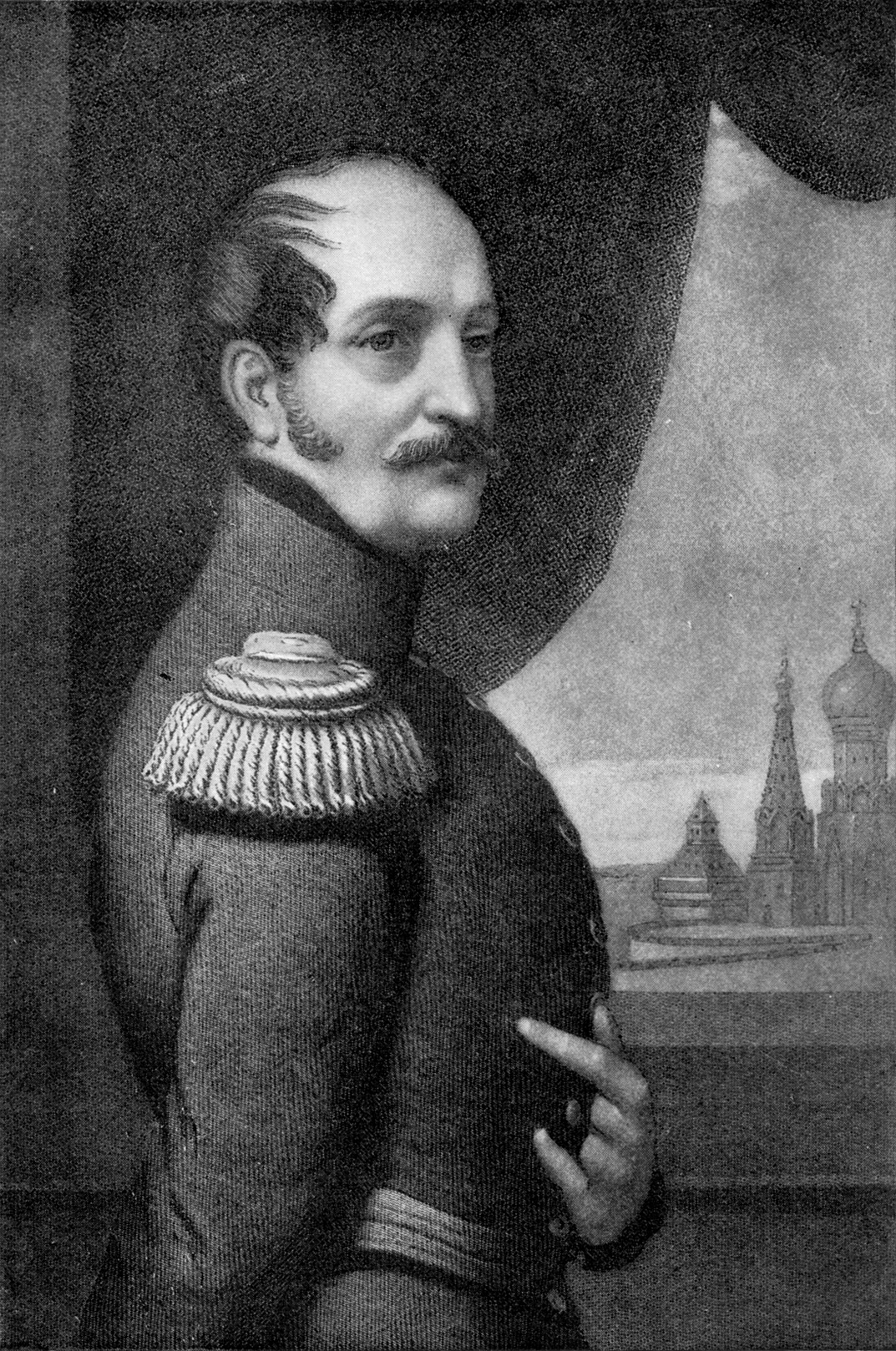
Tsaar Nicolaas I

Terwijl Nicolaas probeerde de status quo in Europa te handhaven, nam hij een agressief beleid aan naar het Ottomaanse Rijk toe. Nicolaas I volgde het traditionele Russische beleid in de zogenaamde Grote Oosterse Kwestie, en probeerde die kwestie op te lossen door het Ottomaanse Rijk te verdelen en een protectoraat te maken en te vestigen voor de grotendeels Orthodoxe Bevolking op de Balkan, nog steeds grotendeels onder Ottomaanse controle in de jaren 1820. Rusland voerde een succesvolle Oorlog tegen het Ottomaanse Rijk vanaf 1828 tot 1829. In 1833 onderhandelde Rusland met het Ottomaanse Rijk wat resulteerde in het verdrag van Unkiar-Skelessi. De belangrijke Europese mogendheden geloofden ten onrechte dat het verdrag een geheime clausule bevatte die Rusland het recht gaf oorlogsschepen door de Bosporus en Dardanellen te sturen. Door de Londen Zee-engtes Conventie van 1841 bevestigden zij de Ottomaanse controle over de zee-engtes en verboden machten, inclusief Rusland, om oorlogsschepen door de zee-engtes te sturen.
Gebaseerd op zijn rol in het onderdrukken van de revoluties van 1848 en zijn ongegrond geloof dat hij de Britse diplomatieke steun had, ging Nicolaas zover tegen het Ottomaanse Rijk, dat zij in 1853 de oorlog tegen Rusland aankondigde. Groot-Brittannië en Frankrijk vreesden een Ottomaanse nederlaag tegen Rusland, sloten zich daarom aan bij de Ottomanen en namen deel aan de Krimoorlog. Oostenrijk gaf diplomatieke steun aan het Ottomaanse Rijk en Pruisen bleef neutraal in deze oorlog. Rusland bleef zo achter zonder Europese steun. De Europese verenigde mogendheden landden op de Krim en belegerden een goed versterkte Russische basis in Sebastopol. Nadat de belegering van de basis een jaar duurde, moest Sebastopol capituleren, wat de Russische militaire zwakheid toonde. Nicolaas I stierf voor de val van Sebastopol, maar hij had reeds de mislukking van zijn eigen regime erkend. Rusland had nu de keuze: beginnen aan grote hervormingen of de status van belangrijke Europese macht verliezen.
De schrijver Ivan Toergenjev zou het Rusland van Nicolaas I als volgt beschrijven: "Een mengeling van licht en duisternis, van Europese beschaving en Aziatische barbaarsheid."

## Huwelijk en kinderen
Nicolaas was gehuwd met Charlotte van Pruisen (Alexandra Fjodorovna), dochter van Frederik Willem III van Pruisen. Uit het huwelijk werden tien kinderen geboren. De hierna genoemde kinderen zijn degenen die de volwassenheid behaalden. In 1820 en in 1823 was er telkens een doodgeboren dochter en op 7 juni 1826 werd grootvorstin Elizabeth Nikolajevna geboren maar zij stierf al in 1829.
| Afbeelding | Naam                   | Geboren           | Overleden        | Bijzonderheden |
| ---------- | ---------------------- | ----------------- | ---------------- | --- |
|            | Tsaar Alexander II     | 29 april 1818     | 13 maart 1881    | Huwde Marie van Hessen-Darmstadt. Werd na de dood van Nicolaas I, tsaar van Rusland. Hij wordt gezien als de laatste grote tsaar, en was vooral in Finland populair. Werd in 1881 vermoord, en opgevolgd door Alexander III. |
|            | Grootvorstin Maria     | 18 augustus 1819  | 21 februari 1876 | Huwde hertog Maximiliaan van Leuchtenberg, een zoon van Eugène de Beauharnais, prins van Frankrijk, en stiefzoon van keizer Napoleon I. Het Mariinskipaleis te Sint-Petersburg is naar haar vernoemd. |
|            | Grootvorstin Olga      | 11 september 1822 | 30 oktober 1892  | Werd door haar huwelijk met Karel de Koningin van Württemberg. Uit haar huwelijk werden geen kinderen geboren, Olga en Karel adopteerden echter haar nichtje Vera, dochter van Olga's broertje Constantijn. |
|            | Grootvorstin Alexandra | 24 juni 1825      | 10 augustus 1844 | Alexandra was de favoriete dochter van tsaar Nicolaas. Huwde Frederik van Hessen-Kassel, een zoon van Willem en Louise Charlotte van Denemarken, zij was een kleindochter van koning Frederik V van Denemarken. Alexandra raakte zwanger, maar beviel te vroeg. Zowel de baby, Willem, als Alexandra stierven op 10 augustus 1844.   |
|            | Grootvorstin Elizabeth | 7 Juni 1826       | 1829             | |
|            | Grootvorst Constantijn | 21 september 1827 | 29 januari 1892  | Huwde prinses Alexandra van Saksen-Altenburg, een dochter van Jozef, hertog van Saksen-Altenburg. Zijn oudste dochter Olga, huwde koning George I van Griekenland. |
|            | Grootvorst Nicolaas    | 8 augustus 1831   | 25 april 1891    | Huwde prinses Alexandra van Oldenburg, een dochter van Peter van Oldenburg. Hij werd uiteindelijk een veldmaarschalk in het Russische leger, en vocht tijdens de Russisch-Turkse Oorlog. |
|            | Grootvorst Michaël     | 25 oktober 1832   | 18 december 1909 | Huwde Cecilia van Baden, een kleindochter van koning Gustaaf IV Adolf van Zweden. Uit dit huwelijk werd onder andere Anastasia geboren, die zou huwen met groothertog Frederik Frans III van Mecklenburg-Schwerin. Michaël zou uitgroeien tot de Patriarch van de Romanovs, hij overleefde namelijk alle anderen van zijn generatie. |

## Galerij

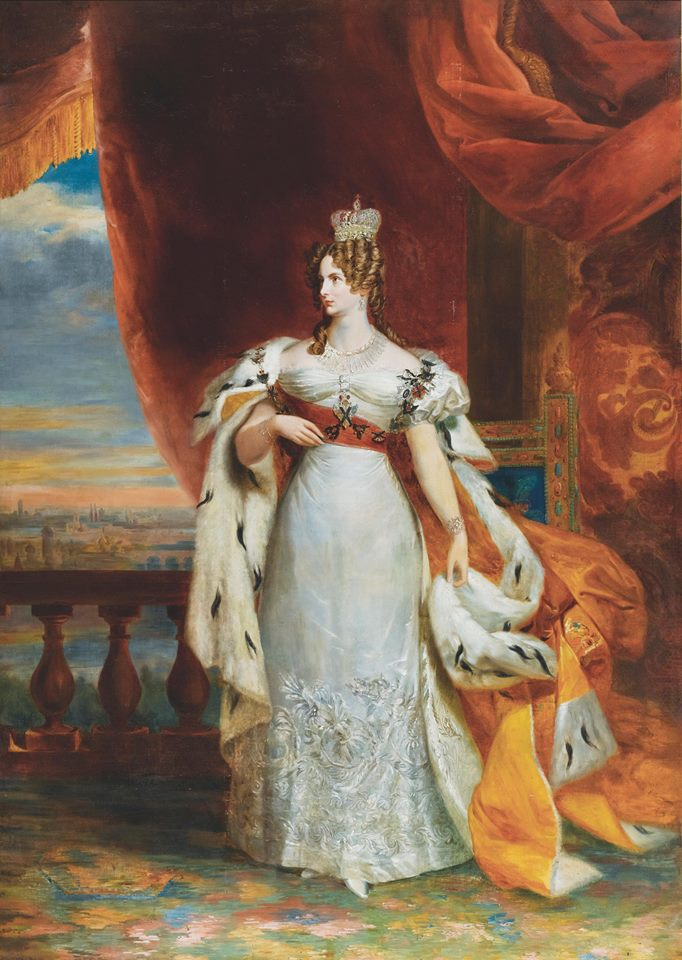
De vrouw van Nicolaas I, Alexandra Fjodorovna. Eigenlijk prinses Charlotte van Pruisen. De oudste dochter van koning Frederik Willem III van Pruisen.
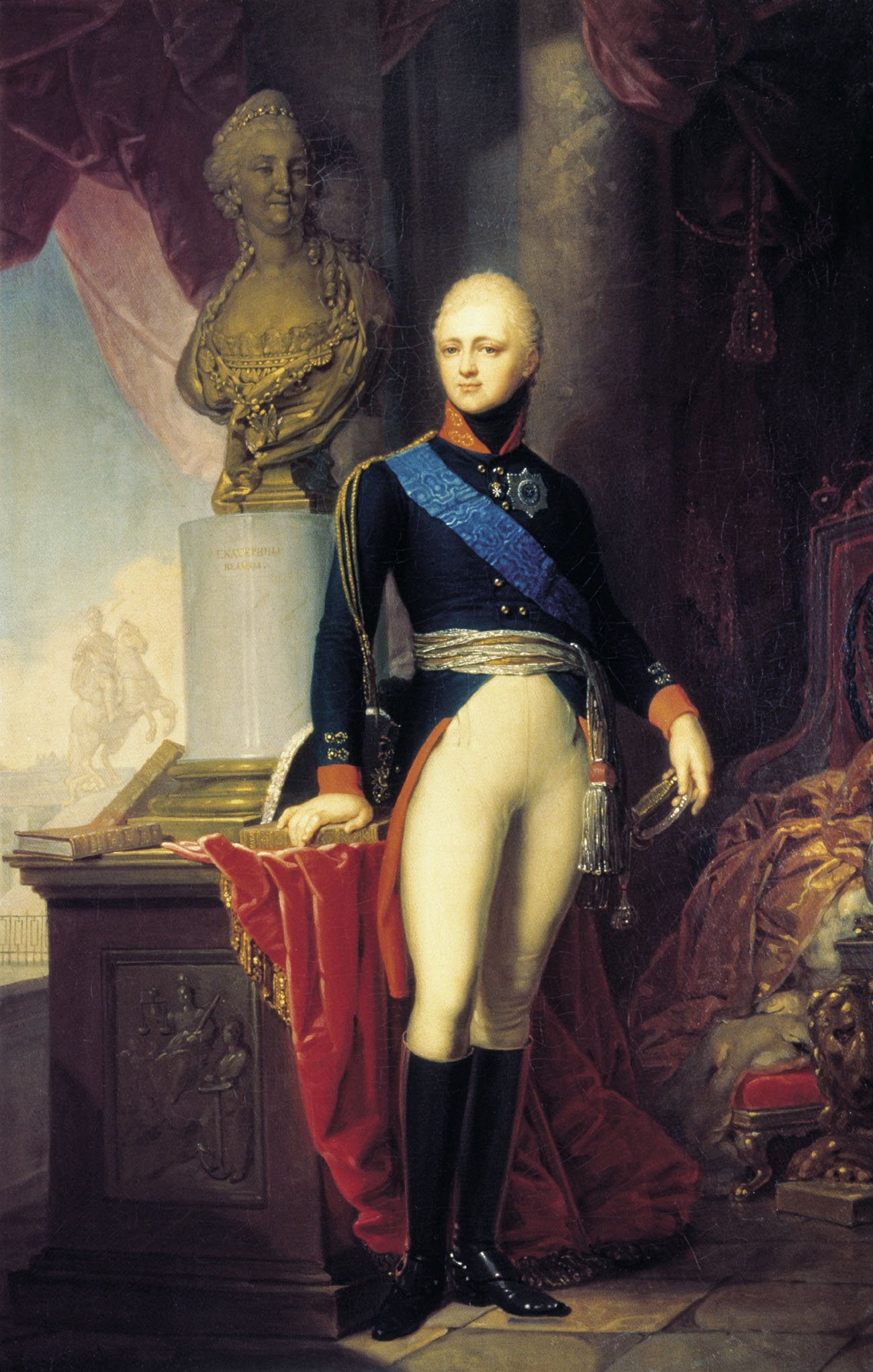
De oudere broer van Nicolaas tsaar Alexander I.
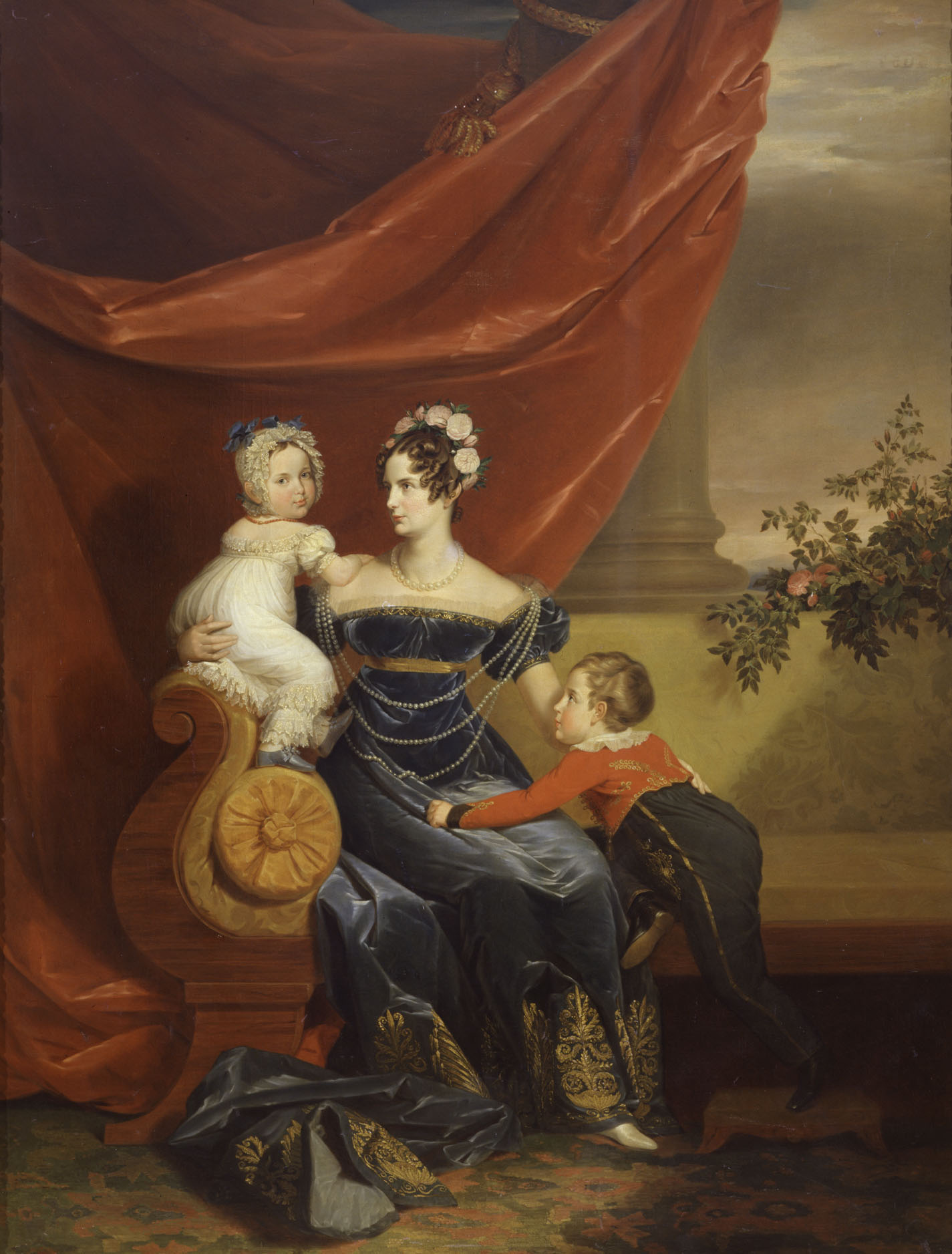
Alexandra Fjodorovna met hun twee oudste kinderen. De latere tsaar Alexander II en grootvorstin Maria Nikolajevna.
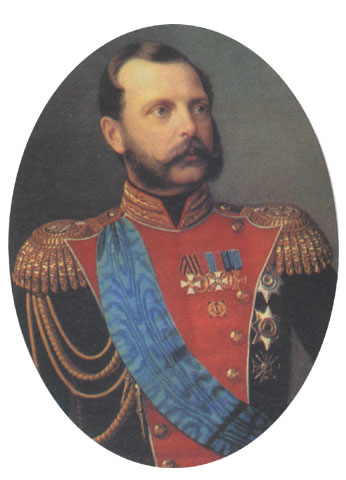
De oudste zoon van Nicolaas, de latere tsaar Alexander II van Rusland.

## Kwartierstaat
| Karel Frederik van Sleeswijk-Holstein-Gottorp (1700-1739) | Karel Frederik van Sleeswijk-Holstein-Gottorp (1700-1739) | Karel Frederik van Sleeswijk-Holstein-Gottorp (1700-1739) | Karel Frederik van Sleeswijk-Holstein-Gottorp (1700-1739) | Karel Frederik van Sleeswijk-Holstein-Gottorp (1700-1739) | Karel Frederik van Sleeswijk-Holstein-Gottorp (1700-1739) | Anna Petrovna van Rusland (1708-1728) | Anna Petrovna van Rusland (1708-1728) | Anna Petrovna van Rusland (1708-1728)          | Anna Petrovna van Rusland (1708-1728)          | Anna Petrovna van Rusland (1708-1728)          | Anna Petrovna van Rusland (1708-1728)          |                                                |                                                | Christiaan August van Anhalt-Zerbst (1690-1747) | Christiaan August van Anhalt-Zerbst (1690-1747) | Christiaan August van Anhalt-Zerbst (1690-1747) | Christiaan August van Anhalt-Zerbst (1690-1747) | Christiaan August van Anhalt-Zerbst (1690-1747) | Christiaan August van Anhalt-Zerbst (1690-1747) | Johanna Elisabeth van Sleeswijk-Holstein-Gottorp (1712-1760) | Johanna Elisabeth van Sleeswijk-Holstein-Gottorp (1712-1760) | Johanna Elisabeth van Sleeswijk-Holstein-Gottorp (1712-1760) | Johanna Elisabeth van Sleeswijk-Holstein-Gottorp (1712-1760) | Johanna Elisabeth van Sleeswijk-Holstein-Gottorp (1712-1760) | Johanna Elisabeth van Sleeswijk-Holstein-Gottorp (1712-1760) |                                            |                                            | Karel Alexander van Württemberg (1684-1737) | Karel Alexander van Württemberg (1684-1737) | Karel Alexander van Württemberg (1684-1737) | Karel Alexander van Württemberg (1684-1737) | Karel Alexander van Württemberg (1684-1737)   | Karel Alexander van Württemberg (1684-1737)   | Maria Augusta von Thurn und Taxis (1706-1756) | Maria Augusta von Thurn und Taxis (1706-1756) | Maria Augusta von Thurn und Taxis (1706-1756) | Maria Augusta von Thurn und Taxis (1706-1756) | Maria Augusta von Thurn und Taxis (1706-1756)              | Maria Augusta von Thurn und Taxis (1706-1756)              |                                                            |                                                            | Frederik Willem van Brandenburg-Schwedt (1700-1771)        | Frederik Willem van Brandenburg-Schwedt (1700-1771)        | Frederik Willem van Brandenburg-Schwedt (1700-1771)           | Frederik Willem van Brandenburg-Schwedt (1700-1771)           | Frederik Willem van Brandenburg-Schwedt (1700-1771)           | Frederik Willem van Brandenburg-Schwedt (1700-1771)           | Sophia Dorothea van Pruisen (1719-1765)                       | Sophia Dorothea van Pruisen (1719-1765)                       | Sophia Dorothea van Pruisen (1719-1765) | Sophia Dorothea van Pruisen (1719-1765) | Sophia Dorothea van Pruisen (1719-1765) | Sophia Dorothea van Pruisen (1719-1765) |  |  |  |  |  |  |  |  |  |  |  |  |  |  |  |  |  |  |  |  |  |  |  |  |  |  |  |  |  |  |  |  |  |  |  |  |  |  |  |  |  |  |  |  |  |  |  |  |
| Karel Frederik van Sleeswijk-Holstein-Gottorp (1700-1739) | Karel Frederik van Sleeswijk-Holstein-Gottorp (1700-1739) | Karel Frederik van Sleeswijk-Holstein-Gottorp (1700-1739) | Karel Frederik van Sleeswijk-Holstein-Gottorp (1700-1739) | Karel Frederik van Sleeswijk-Holstein-Gottorp (1700-1739) | Karel Frederik van Sleeswijk-Holstein-Gottorp (1700-1739) | Anna Petrovna van Rusland (1708-1728) | Anna Petrovna van Rusland (1708-1728) | Anna Petrovna van Rusland (1708-1728)          | Anna Petrovna van Rusland (1708-1728)          | Anna Petrovna van Rusland (1708-1728)          | Anna Petrovna van Rusland (1708-1728)          |                                                |                                                | Christiaan August van Anhalt-Zerbst (1690-1747) | Christiaan August van Anhalt-Zerbst (1690-1747) | Christiaan August van Anhalt-Zerbst (1690-1747) | Christiaan August van Anhalt-Zerbst (1690-1747) | Christiaan August van Anhalt-Zerbst (1690-1747) | Christiaan August van Anhalt-Zerbst (1690-1747) | Johanna Elisabeth van Sleeswijk-Holstein-Gottorp (1712-1760) | Johanna Elisabeth van Sleeswijk-Holstein-Gottorp (1712-1760) | Johanna Elisabeth van Sleeswijk-Holstein-Gottorp (1712-1760) | Johanna Elisabeth van Sleeswijk-Holstein-Gottorp (1712-1760) | Johanna Elisabeth van Sleeswijk-Holstein-Gottorp (1712-1760) | Johanna Elisabeth van Sleeswijk-Holstein-Gottorp (1712-1760) |                                            |                                            | Karel Alexander van Württemberg (1684-1737) | Karel Alexander van Württemberg (1684-1737) | Karel Alexander van Württemberg (1684-1737) | Karel Alexander van Württemberg (1684-1737) | Karel Alexander van Württemberg (1684-1737)   | Karel Alexander van Württemberg (1684-1737)   | Maria Augusta von Thurn und Taxis (1706-1756) | Maria Augusta von Thurn und Taxis (1706-1756) | Maria Augusta von Thurn und Taxis (1706-1756) | Maria Augusta von Thurn und Taxis (1706-1756) | Maria Augusta von Thurn und Taxis (1706-1756)              | Maria Augusta von Thurn und Taxis (1706-1756)              |                                                            |                                                            | Frederik Willem van Brandenburg-Schwedt (1700-1771)        | Frederik Willem van Brandenburg-Schwedt (1700-1771)        | Frederik Willem van Brandenburg-Schwedt (1700-1771)           | Frederik Willem van Brandenburg-Schwedt (1700-1771)           | Frederik Willem van Brandenburg-Schwedt (1700-1771)           | Frederik Willem van Brandenburg-Schwedt (1700-1771)           | Sophia Dorothea van Pruisen (1719-1765)                       | Sophia Dorothea van Pruisen (1719-1765)                       | Sophia Dorothea van Pruisen (1719-1765) | Sophia Dorothea van Pruisen (1719-1765) | Sophia Dorothea van Pruisen (1719-1765) | Sophia Dorothea van Pruisen (1719-1765) |  |  |  |  |  |  |  |  |  |  |  |  |  |  |  |  |  |  |  |  |  |  |  |  |  |  |  |  |  |  |  |  |  |  |  |  |  |  |  |  |  |  |  |  |  |  |  |  |
|                                                           |                                                           |                                                           |                                                           |                                                           |                                                           |                                       |                                       |                                                |                                                |                                                |                                                |                                                |                                                |                                                 |                                                 |                                                 |                                                 |                                                 |                                                 |                                                              |                                                              |                                                              |                                                              |                                                              |                                                              |                                            |                                            |                                             |                                             |                                             |                                             |                                               |                                               |                                               |                                               |                                               |                                               |                                                            |                                                            |                                                            |                                                            |                                                            |                                                            |                                                               |                                                               |                                                               |                                                               |                                                               |                                                               |                                         |                                         |                                         |                                         |  |  |  |  |  |  |  |  |  |  |  |  |  |  |  |  |  |  |  |  |  |  |  |  |  |  |  |  |  |  |  |  |  |  |  |  |  |  |  |  |  |  |  |  |  |  |  |  |
|                                                           |                                                           |                                                           |                                                           | Peter III van Rusland (1728–1762)                         | Peter III van Rusland (1728–1762)                         | Peter III van Rusland (1728–1762)     | Peter III van Rusland (1728–1762)     | Peter III van Rusland (1728–1762)              | Peter III van Rusland (1728–1762)              |                                                |                                                |                                                |                                                |                                                 |                                                 | Catharina de Grote (1729–1796)                  | Catharina de Grote (1729–1796)                  | Catharina de Grote (1729–1796)                  | Catharina de Grote (1729–1796)                  | Catharina de Grote (1729–1796)                               | Catharina de Grote (1729–1796)                               |                                                              |                                                              |                                                              |                                                              |                                            |                                            |                                             |                                             |                                             |                                             | Frederik Eugenius van Württemberg (1732-1797) | Frederik Eugenius van Württemberg (1732-1797) | Frederik Eugenius van Württemberg (1732-1797) | Frederik Eugenius van Württemberg (1732-1797) | Frederik Eugenius van Württemberg (1732-1797) | Frederik Eugenius van Württemberg (1732-1797) |                                                            |                                                            |                                                            |                                                            |                                                            |                                                            | Frederika Dorothea Sophia van Brandenburg-Schwedt (1736-1798) | Frederika Dorothea Sophia van Brandenburg-Schwedt (1736-1798) | Frederika Dorothea Sophia van Brandenburg-Schwedt (1736-1798) | Frederika Dorothea Sophia van Brandenburg-Schwedt (1736-1798) | Frederika Dorothea Sophia van Brandenburg-Schwedt (1736-1798) | Frederika Dorothea Sophia van Brandenburg-Schwedt (1736-1798) |                                         |                                         |                                         |                                         |  |  |  |  |  |  |  |  |  |  |  |  |  |  |  |  |  |  |  |  |  |  |  |  |  |  |  |  |  |  |  |  |  |  |  |  |  |  |  |  |  |  |  |  |  |  |  |  |
|                                                           |                                                           |                                                           |                                                           | Peter III van Rusland (1728–1762)                         | Peter III van Rusland (1728–1762)                         | Peter III van Rusland (1728–1762)     | Peter III van Rusland (1728–1762)     | Peter III van Rusland (1728–1762)              | Peter III van Rusland (1728–1762)              |                                                |                                                |                                                |                                                |                                                 |                                                 | Catharina de Grote (1729–1796)                  | Catharina de Grote (1729–1796)                  | Catharina de Grote (1729–1796)                  | Catharina de Grote (1729–1796)                  | Catharina de Grote (1729–1796)                               | Catharina de Grote (1729–1796)                               |                                                              |                                                              |                                                              |                                                              |                                            |                                            |                                             |                                             |                                             |                                             | Frederik Eugenius van Württemberg (1732-1797) | Frederik Eugenius van Württemberg (1732-1797) | Frederik Eugenius van Württemberg (1732-1797) | Frederik Eugenius van Württemberg (1732-1797) | Frederik Eugenius van Württemberg (1732-1797) | Frederik Eugenius van Württemberg (1732-1797) |                                                            |                                                            |                                                            |                                                            |                                                            |                                                            | Frederika Dorothea Sophia van Brandenburg-Schwedt (1736-1798) | Frederika Dorothea Sophia van Brandenburg-Schwedt (1736-1798) | Frederika Dorothea Sophia van Brandenburg-Schwedt (1736-1798) | Frederika Dorothea Sophia van Brandenburg-Schwedt (1736-1798) | Frederika Dorothea Sophia van Brandenburg-Schwedt (1736-1798) | Frederika Dorothea Sophia van Brandenburg-Schwedt (1736-1798) |                                         |                                         |                                         |                                         |  |  |  |  |  |  |  |  |  |  |  |  |  |  |  |  |  |  |  |  |  |  |  |  |  |  |  |  |  |  |  |  |  |  |  |  |  |  |  |  |  |  |  |  |  |  |  |  |
|                                                           |                                                           |                                                           |                                                           |                                                           |                                                           |                                       |                                       |                                                |                                                | Paul I van Rusland (1754-1801)                 | Paul I van Rusland (1754-1801)                 | Paul I van Rusland (1754-1801)                 | Paul I van Rusland (1754-1801)                 | Paul I van Rusland (1754-1801)                  | Paul I van Rusland (1754-1801)                  |                                                 |                                                 |                                                 |                                                 |                                                              |                                                              |                                                              |                                                              |                                                              |                                                              |                                            |                                            |                                             |                                             |                                             |                                             |                                               |                                               |                                               |                                               |                                               |                                               | Sophia Dorothea Augusta Louisa van Württemberg (1759-1828) | Sophia Dorothea Augusta Louisa van Württemberg (1759-1828) | Sophia Dorothea Augusta Louisa van Württemberg (1759-1828) | Sophia Dorothea Augusta Louisa van Württemberg (1759-1828) | Sophia Dorothea Augusta Louisa van Württemberg (1759-1828) | Sophia Dorothea Augusta Louisa van Württemberg (1759-1828) |                                                               |                                                               |                                                               |                                                               |                                                               |                                                               |                                         |                                         |                                         |                                         |  |  |  |  |  |  |  |  |  |  |  |  |  |  |  |  |  |  |  |  |  |  |  |  |  |  |  |  |  |  |  |  |  |  |  |  |  |  |  |  |  |  |  |  |  |  |  |  |
|                                                           |                                                           |                                                           |                                                           |                                                           |                                                           |                                       |                                       |                                                |                                                | Paul I van Rusland (1754-1801)                 | Paul I van Rusland (1754-1801)                 | Paul I van Rusland (1754-1801)                 | Paul I van Rusland (1754-1801)                 | Paul I van Rusland (1754-1801)                  | Paul I van Rusland (1754-1801)                  |                                                 |                                                 |                                                 |                                                 |                                                              |                                                              |                                                              |                                                              |                                                              |                                                              |                                            |                                            |                                             |                                             |                                             |                                             |                                               |                                               |                                               |                                               |                                               |                                               | Sophia Dorothea Augusta Louisa van Württemberg (1759-1828) | Sophia Dorothea Augusta Louisa van Württemberg (1759-1828) | Sophia Dorothea Augusta Louisa van Württemberg (1759-1828) | Sophia Dorothea Augusta Louisa van Württemberg (1759-1828) | Sophia Dorothea Augusta Louisa van Württemberg (1759-1828) | Sophia Dorothea Augusta Louisa van Württemberg (1759-1828) |                                                               |                                                               |                                                               |                                                               |                                                               |                                                               |                                         |                                         |                                         |                                         |  |  |  |  |  |  |  |  |  |  |  |  |  |  |  |  |  |  |  |  |  |  |  |  |  |  |  |  |  |  |  |  |  |  |  |  |  |  |  |  |  |  |  |  |  |  |  |  |
|                                                           |                                                           |                                                           |                                                           |                                                           |                                                           |                                       |                                       |                                                |                                                |                                                |                                                |                                                |                                                |                                                 |                                                 |                                                 |                                                 |                                                 |                                                 |                                                              |                                                              |                                                              |                                                              |                                                              |                                                              |                                            |                                            |                                             |                                             |                                             |                                             |                                               |                                               |                                               |                                               |                                               |                                               |                                                            |                                                            |                                                            |                                                            |                                                            |                                                            |                                                               |                                                               |                                                               |                                                               |                                                               |                                                               |                                         |                                         |                                         |                                         |  |  |  |  |  |  |  |  |  |  |  |  |  |  |  |  |  |  |  |  |  |  |  |  |  |  |  |  |  |  |  |  |  |  |  |  |  |  |  |  |  |  |  |  |  |  |  |  |
|                                                           |                                                           |                                                           |                                                           |                                                           |                                                           |                                       |                                       |                                                |                                                |                                                |                                                |                                                |                                                |                                                 |                                                 |                                                 |                                                 |                                                 |                                                 |                                                              |                                                              |                                                              |                                                              |                                                              |                                                              |                                            |                                            |                                             |                                             |                                             |                                             |                                               |                                               |                                               |                                               |                                               |                                               |                                                            |                                                            |                                                            |                                                            |                                                            |                                                            |                                                               |                                                               |                                                               |                                                               |                                                               |                                                               |                                         |                                         |                                         |                                         |  |  |  |  |  |  |  |  |  |  |  |  |  |  |  |  |  |  |  |  |  |  |  |  |  |  |  |  |  |  |  |  |  |  |  |  |  |  |  |  |  |  |  |  |  |  |  |  |
| Alexander I van Rusland (1777–1825)                       | Alexander I van Rusland (1777–1825)                       | Alexander I van Rusland (1777–1825)                       | Alexander I van Rusland (1777–1825)                       | Alexander I van Rusland (1777–1825)                       | Alexander I van Rusland (1777–1825)                       |                                       |                                       | Constantijn Pavlovitsj van Rusland (1779-1831) | Constantijn Pavlovitsj van Rusland (1779-1831) | Constantijn Pavlovitsj van Rusland (1779-1831) | Constantijn Pavlovitsj van Rusland (1779-1831) | Constantijn Pavlovitsj van Rusland (1779-1831) | Constantijn Pavlovitsj van Rusland (1779-1831) |                                                 |                                                 | Maria Pavlovna van Rusland (1786-1859)          | Maria Pavlovna van Rusland (1786-1859)          | Maria Pavlovna van Rusland (1786-1859)          | Maria Pavlovna van Rusland (1786-1859)          | Maria Pavlovna van Rusland (1786-1859)                       | Maria Pavlovna van Rusland (1786-1859)                       |                                                              |                                                              | Catharina Paulowna van Rusland (1788-1819)                   | Catharina Paulowna van Rusland (1788-1819)                   | Catharina Paulowna van Rusland (1788-1819) | Catharina Paulowna van Rusland (1788-1819) | Catharina Paulowna van Rusland (1788-1819)  | Catharina Paulowna van Rusland (1788-1819)  |                                             |                                             | Anna Paulowna van Rusland (1795-1865)         | Anna Paulowna van Rusland (1795-1865)         | Anna Paulowna van Rusland (1795-1865)         | Anna Paulowna van Rusland (1795-1865)         | Anna Paulowna van Rusland (1795-1865)         | Anna Paulowna van Rusland (1795-1865)         |                                                            |                                                            | Nicolaas I van Rusland (1796–1855)                         | Nicolaas I van Rusland (1796–1855)                         | Nicolaas I van Rusland (1796–1855)                         | Nicolaas I van Rusland (1796–1855)                         | Nicolaas I van Rusland (1796–1855)                            | Nicolaas I van Rusland (1796–1855)                            |                                                               |                                                               | 3 zusters en 1 broer                                          | 3 zusters en 1 broer                                          | 3 zusters en 1 broer                    | 3 zusters en 1 broer                    | 3 zusters en 1 broer                    | 3 zusters en 1 broer                    |  |  |  |  |  |  |  |  |  |  |  |  |  |  |  |  |  |  |  |  |  |  |  |  |  |  |  |  |  |  |  |  |  |  |  |  |  |  |  |  |  |  |  |  |  |  |  |  |

## Onderscheidingen
- Lijst van onderscheidingen van Nicolaas I van Rusland

Ivan IV de Verschrikkelijke · Fjodor I · Boris Godoenov · Fjodor II · Valse Dimitri I · Vasili IV · Wladislaus I · Michaël I · Alexis · Fjodor III · Ivan V · Peter I de Grote · Catharina I · Peter II · Anna I · Ivan VI · Elisabeth · Peter III · Catharina II de Grote · Paul I · Alexander I · Nicolaas I · Alexander II · Alexander III · Nicolaas II
- Bibsys: 90638022
- Biblioteca Nacional de España: XX1591590
- Bibliothèque nationale de France: cb13573253r (data)
- CiNii: DA11863723
- Gemeinsame Normdatei: 118588079
- International Standard Name Identifier: 0000 0001 2096 1552
- Library of Congress Control Number: n50047917
- Nationale Bibliotheek van Letland: 000058170
- National Archives and Records Administration: 10582418
- Nationale Bibliotheek van Tsjechië: jn20020410003
- Nationale bibliotheek van Australië: 35386256
- Nationale Bibliotheek van Israël: 987007266075105171
- Nationale Bibliotheek van Polen: a0000001202910
- Nederlandse Thesaurus van Auteursnamen: 069989699
- RKD-Nederlands Instituut voor Kunstgeschiedenis: 460347
- LIBRIS: 208530
- Système universitaire de documentation: 052665496
- Museum of New Zealand Te Papa Tongarewa: 66304
- Trove: 934267
- Union List of Artist Names: 500122390
- Virtual International Authority File: 262930742
- WorldCat: E39PBJcwxpfQ83JR4cVKtDX68C